# سلول‌های خورشیدی سلنیم گالیم ایندیم مس
CIGS (همچنین CIGSSe یا CIS) مخفف ترکیبات Cu(In,Ga)(S,Se)2 بوده و یک تکنولوژی برای ساخت سلولهای خورشیدی لایه نازک از عناصر مس، اندیوم، گالیوم،گوگرد و سلنیوم میباشد.
مهم‌ترین نمونه‌های این ترکیبات عبارتند از Cu(In,Ga)Se2 وCuInS2.
این ترکیبات شکل گرفته از نیمه رساناهای گروه‌های یک، سه و پنج جدول تناوبی می‌باشند. به خاطر ساخت خاص بلوری این ترکیبات آنان را بیشتر به نام چالکو پایرایتها(Chalcopyrite) میشناسند. فاصله باند انرژی CuInSe2 کاپر اندیوم دای سلناید 1.07 الکترون ولت میباشد که با افزودن گالیوم می‌توان این باند انرژی را به حد اکر آن یعنی ۱.۶۸ الکترون ولت رساند (CuGaSe2کاپر گالیوم دای سلناید).